# Lacantunia enigmatica
Lacantunia enigmatica (лат.) — вид лучепёрых рыб, единственный представитель рода Lacantunia, выделяемого в семейство Lacantuniidae отряда сомообразных. Обитает в водоёмах Мексики.

## Описание
Максимальная длина тела — 42,7 см. В спинном плавнике два жёстких луча и 8—10 мягких лучей. Имеет 4 пары усиков. Питается крабами, креветками, рыбой и семенами растений.